# Burkina Faso i olympiska spelen
Burkina Faso har deltagit vid varje olympiskt sommarspel sedan 1988. Landet deltog även vid olympiska sommarspelen 1972 i München under tidigare namnet Övre Volta. De har aldrig deltagit vid de olympiska vinterspelen. 
Vid olympiska sommarspelen 2020 i Tokyo tog Hugues Fabrice Zango landets första medalj genom tiderna då han tog brons i herrarnas tresteg.

## Medaljer
| Guld | Silver | Brons | Totalt antal medaljer |
| ---- | ------ | ----- | --------------------- |
| 0    | 0      | 1     | 1                     |

### Medaljer efter sommarspel
| Spel                | Idrottare        | Guld | Silver | Brons | Totalt | Placering |
| München 1972        | 1                | 0    | 0      | 0     | 0      | –         |
| Montréal 1976       | Deltog inte      |      |        |       |        |           |
| Moskva 1980         | Deltog inte      |      |        |       |        |           |
| Los Angeles 1984    | Deltog inte      |      |        |       |        |           |
| Seoul 1988          | 6                | 0    | 0      | 0     | 0      | –         |
| Barcelona 1992      | 4                | 0    | 0      | 0     | 0      | –         |
| Atlanta 1996        | 5                | 0    | 0      | 0     | 0      | –         |
| Sydney 2000         | 4                | 0    | 0      | 0     | 0      | –         |
| Aten 2004           | 5                | 0    | 0      | 0     | 0      | –         |
| Peking 2008         | 6                | 0    | 0      | 0     | 0      | –         |
| London 2012         | 5                | 0    | 0      | 0     | 0      | –         |
| Rio de Janeiro 2016 | 5                | 0    | 0      | 0     | 0      | –         |
| Tokyo 2020          | 7                | 0    | 0      | 1     | 1      | 86        |
| Paris 2024          | 8                | 0    | 0      | 0     | 0      | –         |
| Los Angeles 2028    | Framtida tävling |      |        |       |        |           |
| Brisbane 2032       | Framtida tävling |      |        |       |        |           |
| Totalt              | Totalt           | 0    | 0      | 1     | 1      | 151       |

### Medaljer efter sporter
| Sport            | Guld | Silver | Brons | Totalt |
| Friidrott        | 0    | 0      | 1     | 1      |
| Totalt (1 sport) | 0    | 0      | 1     | 1      |

## Lista över medaljörer
| Medalj | Namn                 | Spel       | Sport     | Gren              |
| ------ | -------------------- | ---------- | --------- | ----------------- |
| Brons  | Hugues Fabrice Zango | Tokyo 2020 | Friidrott | Herrarnas tresteg |